# Bronson Arroyo
Pour les articles homonymes, voir Arroyo.
Bronson Anthony Arroyo (né le 24 février 1977 à Key West, Floride, États-Unis) est un lanceur droitier des Reds de Cincinnati de la Ligue majeure de baseball. 
Champion de la Série mondiale 2004 avec les Red Sox de Boston, Bronson Arroyo évolue par la suite de 2006 à 2013 pour les Reds de Cincinnati, avec qui il honore une sélection au match des étoiles en 2006 et reçoit un Gant doré pour son excellence en défensive en 2010. En 2014, il évolue pour les Diamondbacks de l'Arizona avant que les blessures ne le mettent à l'écart du jeu jusqu'à son retour en 2017.
Il est également musicien.

## Carrière

### Pirates de Pittsburgh
Bronson Arroyo est drafté le 1er juin 1995 par les Pirates de Pittsburgh où il débute en Ligue majeure le 12 juin 2000. 

### Red Sox de Boston
Mis en ballotage par les Pirates, il est recruté par les Red Sox de Boston le 4 février 2000.
Il participe aux séries éliminatoires trois saisons consécutives et fait partie de la formation des Red Sox championne de la Série mondiale 2004.

### Reds de Cincinnati
Arroyo est échangé aux Reds de Cincinnati le 20 mars 2006 contre Wily Mo Peña. Il honore sa première sélection au match des étoiles en juillet 2006.
Il prolonge son contrat chez les Reds en février 2007, s'engageant pour trois saisons, plus une en option, contre 33,07 millions de dollars.
Il connaît des saisons de 15 victoires en 2008 et 2009.
Avec un sommet personnel de 17 gains, contre 10 revers, il aide les Reds à conquérir en 2010 le titre de la section Centrale de la Ligue nationale. Après la saison, il reçoit le Gant doré comme meilleur joueur défensif de la Nationale à la position de lanceur. Il s'agit d'une première pour lui.
Il connaît une mauvaise saison 2011 avec 9 gains, 12 revers, et une moyenne de points mérités de 5,07 en 32 départs et 199 manches lancées. Il est le lanceur de la Ligue nationale qui accorde le plus grand nombre de points mérités (112) et celui de toutes les majeures qui donne le plus de coups de circuit (46) à l'adversaire.
Arroyo enchaîne deux saisons gagnantes chez les Reds, au cours desquelles il lance chaque fois 202 manches par saison en 32 départs. En 2012, il remporte 12 victoires contre 10 défaites et affiche une moyenne de points mérités de 3,74. En 2013, sa 8e année chez les Reds et la dernière de son contrat, il gagne 14 matchs et en perd 12 avec une moyenne de 3,79.
Les Reds ne font pas de nouvelle offre à Arroyo après la saison 2013, alors qu'il s'apprête à entrer le marché des agents libres.

### Diamondbacks de l'Arizona
En février 2014, Arroyo, 37 ans, signe un contrat de 23,5 millions de dollars pour deux saisons avec les Diamondbacks de l'Arizona.
Sa première saison en Arizona prend fin le 15 juin 2014. Blessé au coude droit, il est placé sur la liste des joueurs blessés pour la première fois en 15 ans de carrière : sa série de 369 départs sans sauter son tour était la deuxième série active la plus longue du baseball majeur après les 443 départs consécutifs (à ce moment-là) de Mark Buehrle. Arroyo subit une opération Tommy John en juillet. Sa saison se termine avec 7 victoires et 4 défaites en 14 départs et une moyenne de points mérités de 4,08 en 86 manches lancées.

### Braves d'Atlanta
Le 20 juin 2015, Arroyo et le lanceur droitier des ligues mineures Touki Toussaint sont échangés des Diamondbacks aux Braves d'Atlanta en retour de Philip Gosselin, un joueur de champ intérieur. Toujours en convalescence après son opération, Arroyo n'a pas l'occasion de jouer un seul match pour Atlanta, qui l'échange à un autre club quelques semaines après son acquisition.

### Dodgers de Los Angeles
Avec le lanceur partant gaucher Alex Wood, le releveur gaucher Luis Avilán, le releveur droitier Jim Johnson et le joueur d'avant-champ des ligues mineures José Peraza, Arroyo est le 30 juillet 2015 échangé aux Dodgers de Los Angeles contre le joueur de deuxième but Héctor Olivera, le releveur gaucher Paco Rodriguez et le lanceur droitier des ligues mineures Zachary Bird.

## Opinion sur le dopage
Dans une entrevue accordée au USA Today en août 2009, Bronson Arroyo a admis avoir consommé de l'androstenedione de 1998 à 2004, soit jusqu'au moment où la substance a été interdite par les Ligues majeures de baseball. Il affirmait aussi croire faire partie des 104 athlètes ayant échoué les contrôles antidopage pratiqués en 2003 et dont les résultats sont depuis tenu secrets, malgré plusieurs cas avérés (Alex Rodriguez) ou soupçonnés (Sammy Sosa, David Ortiz, Manny Ramirez) révélés par la presse.
Arroyo indiquait également dans l'interview qu'il prenait de 10 à 12 produits (vitamines, suppléments, etc.) par jour, et jusqu'à 16 les jours de matchs, dont plusieurs n'ont jamais été autorisés par le baseball majeur. Le lanceur admet qu'il risque volontairement de violer l'actuelle politique antidrogue des Ligues majeures et pourrait dans le futur échouer un contrôle antidopage. Arroyo déclare également, au sujet des risques encourus : «Ce pourrait être dangereux, mais la conduite en état d'ébriété l'est également. Et combien d'entre nous le fait au moins une fois par an ? À peu près tout le monde.»
À la suite de la publication de l'article, le baseball majeur a indiqué qu'il prévoyait une rencontre avec Branson Arroyo afin de l'« éduquer » sur les dangers des suppléments et autres substances non-approuvées par le circuit.

## Carrière musicale

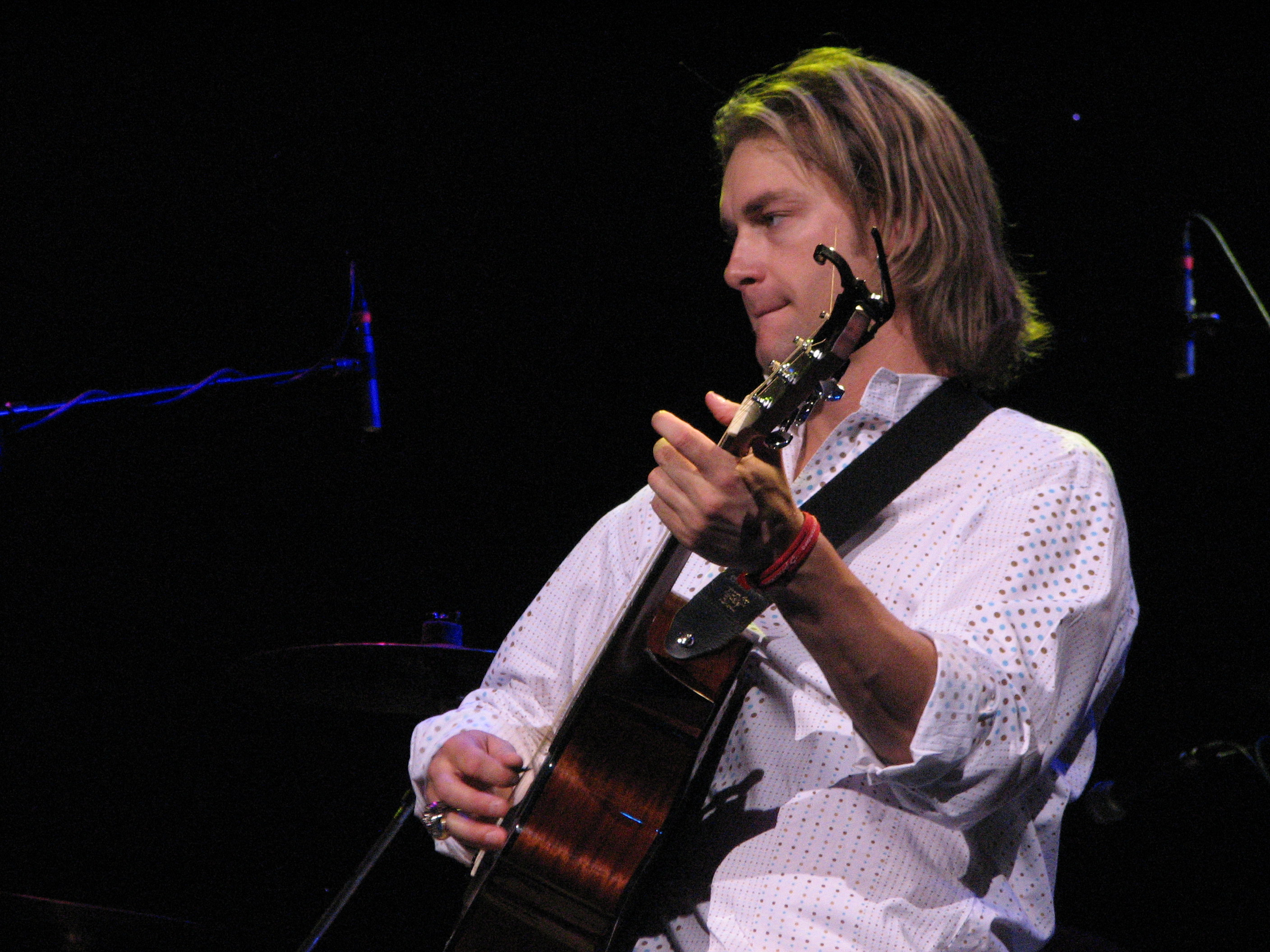
Bronson Arroyo en concert en janvier 2008

Bronson Arroyo est chanteur et guitariste. Il sort son premier album, Covering the Bases, en 2005. Il comprend des reprises d'Alice in Chains, Stone Temple Pilots et Foo Fighters et une chanson à la gloire des Red Sox sur lequel Johnny Damon, Lenny DiNardo et Kevin Youkilis accompagnent Arroyo. 
Bronson fait une apparition sur le titre Since You figurant sur l'album Wake de Chad Perrone.

## Statistiques
| Saison | Équipe     | G   | GS  | CG | SHO | V   | D  | SV | IP     | SO    | ERA  |
| ------ | ---------- | --- | --- | -- | --- | --- | -- | -- | ------ | ----- | ---- |
| 2000   | Pittsburgh | 20  | 12  | 0  | 0   | 2   | 6  | 0  | 6.41   | 71.2  | 50   |
| 2001   | Pittsburgh | 24  | 13  | 1  | 0   | 5   | 7  | 0  | 5.09   | 88.1  | 39   |
| 2002   | Pittsburgh | 9   | 4   | 0  | 0   | 2   | 1  | 0  | 4.00   | 27.0  | 22   |
| 2003   | Boston     | 6   | 0   | 0  | 0   | 0   | 0  | 1  | 2.08   | 17.1  | 14   |
| 2004   | Boston     | 32  | 29  | 0  | 0   | 10  | 9  | 0  | 4.03   | 178.2 | 142  |
| 2005   | Boston     | 35  | 32  | 0  | 0   | 14  | 10 | 0  | 4.52   | 205.1 | 100  |
| 2006   | Cincinnati | 35  | 35  | 3  | 1   | 14  | 11 | 0  | 3.29   | 240.2 | 184  |
| 2007   | Cincinnati | 34  | 34  | 1  | 0   | 9   | 15 | 0  | 4.23   | 210.2 | 156  |
| 2008   | Cincinnati | 34  | 34  | 1  | 0   | 15  | 11 | 0  | 4.77   | 200.0 | 163  |
| 2009   | Cincinnati | 33  | 33  | 3  | 2   | 15  | 13 | 0  | 3.84   | 220.1 | 127  |
| 2010   | Cincinnati | 33  | 33  | 2  | 0   | 17  | 10 | 0  | 3.88   | 215.2 | 121  |
| Totaux | Totaux     | 295 | 259 | 11 | 3   | 103 | 93 | 1  | 1675.2 | 1118  | 4,19 |

| Saison | Équipe     | G  | GS | CG | SHO | V | D | SV | IP   | SO | ERA   |
| ------ | ---------- | -- | -- | -- | --- | - | - | -- | ---- | -- | ----- |
| 2003   | Boston     | 3  | 0  | 0  | 0   | 0 | 0 | 0  | 3.1  | 5  | 2,70  |
| 2004   | Boston     | 6  | 2  | 0  | 0   | 0 | 0 | 0  | 12.2 | 14 | 7,81  |
| 2005   | Boston     | 1  | 0  | 0  | 0   | 0 | 0 | 0  | 1.0  | 1  | 18,00 |
| 2010   | Cincinnati | 1  | 1  | 0  | 0   | 0 | 0 | 0  | 5.1  | 2  | 1,69  |
| Totaux | Totaux     | 11 | 3  | 0  | 0   | 0 | 0 | 0  | 22.1 | 22 | 6,04  |

Note : G = Matches joués ; GS = Matches comme lanceur partant ; CG = Matches complets ; SHO = Blanchissages ; 
V = Victoires ; D = Défaites ; SV = Sauvetages ; IP = Manches lancées ; SO = Retraits sur des prises ; ERA = Moyenne de points mérités.